# 오쓰가와촌
오쓰가와촌(大都河村)은 와카야마현 니시무로군에 있던 촌이다. 현재의 스사미정에 해당한다.

## 역사
- 1889년 4월 1일 - 정촌제 시행에 의해 9개촌의 구역을 확장해 니시무로군 오쓰가와촌이 성립하였다.
- 1955년 3월 31일 - 스사미정, 사모토촌과 합병해, 스사미정(すさみ町)이 성립하여, 동일 오쓰가와촌은 폐지되었다.

## 참고문헌
- 角川日本地名大辞典 30 和歌山県